# Varėna
Pour les articles homonymes, voir Varena (homonymie).
Ne doit pas être confondu avec Varenna ou Varena.
Varėna est une ville de l'apskritis d'Alytus et chef-lieu de la municipalité du district de Varėna, en Lituanie.

## Histoire
Le 10 septembre 1941, un Einsatzgruppen d'allemands et de nationalistes lituaniens massacre la population juive locale. 831 juifs dont 541 femmes et 141 enfants sont victimes de cette exécution de masse. Une stèle est construite sur le charnier.